# Hetényi Magdolna
Hetényi Magdolna (Szentlőrinckáta, 1944. április 23. –) Széchenyi-díjas magyar geokémikus, egyetemi tanár, a Magyar Tudományos Akadémia rendes tagja. Kutatási területe a fosszilis energiahordozók geokémiája, a talajban található szerves anyagok és a környezeti geokémia.

## Életpályája
1962-ben érettségizett a szegedi Tömörkény István Gimnáziumban, majd beiratkozott a József Attila Tudományegyetem Természettudományi Karának vegyész szakára. Itt szerzett vegyészdiplomát 1967-ben. Ennek megszerzése után rövid ideig az egyetem laboránsa (ekkor szerezte meg egyetemi doktori címét), illetve a szegedi konzervgyár vegyésze volt. 1969-ben visszatért az egyetemre, ahol az ásványtani, geokémiai és kőzettani tanszék tudományos munkatársa lett. 1977-ben középiskolai tanári diplomát szerzett. 1984-ben tudományos főmunkatársi megbízást kapott. 1991-ben került be a tanszék rendes oktatói közé, amikor egyetemi docenssé, majd öt évre rá egyetemi tanárrá nevezték ki (1995-ben habilitált). 2000 és 2009 között a tanszék vezetője volt. Szegedi állásán kívül 1980 és 1993 között az Eötvös Loránd Tudományegyetem előadójaként is tevékenykedett. 1997 és 2000 között Széchenyi professzori ösztöndíjjal kutatott.
1983-ban védte meg a földtudományok kandidátusi, 1995-ben akadémiai doktori értekezését. Az MTA Szegedi Akadémiai Bizottságának és Geokémiai és Ásványkőzettani Bizottságnak lett tagja, utóbbinak 2002-től elnöke. 1998-ban a Magyar Tudományos Akadémia közgyűlésének doktori képviselője lett, majd 2001-ben megválasztották az akadémia levelező, 2007-ben pedig rendes tagjává. Közben 2004-ben a Doktori Tanácsba is bekerült (itt 2007-ig dolgozott), valamint a Földtudományi Komplex Bizottság állandó meghívottja. Akadémiai tisztségein túl 1991 és 1999 között az Európai Szervesgeokémikus Szövetség elnökségi tagja volt, valamint az Országos Tudományos Kutatási Alap (OTKA) több zsűrijében vett részt. A Magyarhoni Földtani Társulat és a Magyar Kémikusok Egyesülete tagja.

## Munkássága
Fő kutatási területe a fosszilis energiahordozók geokémiája, a talajban található szerves anyagok és a környezeti geokémia.
Laboratóriumi kísérletekkel sikerült szimulálnia az üledékes kőzetek szerves anyagának átalakulását, valamint modellezte a kőolaj és a földgáz képződését. E kísérletei során elemezte a keletkező szénhidrogének mennyiségét, illetve minőségét meghatározó tulajdonságok (így az ásványi mátrix és a környezeti paraméterek) szerepét. Nevéhez fűződik a földgáz- és/vagy kőolajképzésre alkalmas szerves anyagok előfordulási arányának megállapítása a Magyarországon található neogén üledékes kőzetekben. A magyarországi maar-kráterekben felhalmozódott olajpalák szerves anyagának szénhidrogén-genetikai sajátosságainak és biológiai prekurzor anyaguk elsőkénti meghatározója. A magyarországi szerves geokémiai oktatás egyik szervezője és megteremtője Budapesten és Szegeden.
Több mint százharminc tudományos közlemény szerzője vagy társszerzője, ebből egy könyvfejezet. Közleményeit elsősorban magyar és angol nyelven publikálja.

## Díjai, elismerései
- Vendl Mária-emlékérem (1994)
- Akadémiai Díj (1999)
- Ipolyi Arnold tudományfejlesztési díj (1999, OTKA)
- Széchenyi-díj (2008)

## Főbb publikációi
- Experimental Evolution of Oil Shales and Kerogens Isolated from Them (1983)
- Organic Geochemical Features of the Maar-type Oil Shales of Hungary (1985)
- Hydrocarbon Generative Features of the Upper Trassic Kössen Marl from West Hungary (1989)
- Hydrocarbon Generation Potential of some Hungarian Low-rank Coals (Sajgó Csanáddal, 1990)
- Organic Geochemistry and Hydrocarbon Potential of Neogene Sedimentary Rocks in Hungary (1992)
- Hydrogen Index as Reflecting Intensity of Sulphidic Diagenesis in Non-bioturbated, Shaly Sediments (társszerző, 1994)
- Simulated Thermal Maturation of Type I and III Kerogens in the Presence and Absence of Calcite and Montorillonite (1995)
- Chemical Structure of the Organic Matter in a Pliocene Maar-type Shale (társszerző, 1997)
- Oxygen Index as an Indicator of Early Organic Maturity (1998)
- Carbon Isotope Anomaly and Other Geochemical Changes at the Triassic-Jurassic Boundary from a Marine Section in Hungary (társszerző, 2001)
- Az olajpala mint alapkutatási nyersanyag (2002)
- Stepwise Rock-eval Pyrolysis as a Tool for Typing Heteregeneous Organic Matter in Soils (társszerző, 2005)
- Heterogén szerves anyag a talajban és a recens üledékekben: egy új irányzat a szerves geokémiai kutatásokban. (Székfoglaló előadások a Magyar Tudományos Akadémián, 2014)